# Ferdinand Fiscali
Ferdinand Fiscali (1. června 1827 Třeboň – 10. listopadu 1907 Chomutov) byl lesnický odborník a středoškolský pedagog působící v Čechách a na Moravě.

## Život
Narodil se v Třeboni jako syn městského důchodního. Studoval na gymnáziích v Českých Budějovicích, v Jindřichově Hradci a následně mezi lety 1843–45 matematiku, přírodovědu a zemědělství na pražské německé technice. Poté vykonal lesnickou praxi na velkostatku Jindřichův Hradec a mezi lety 1846–49 studoval lesnictví v Mariabrunnu.
Po studiích vstoupil do služeb hraběte Czernina. Mezi lety 1852–58 vyučoval na Spolkové lesnické škole v Úsově. Roku 1855 byl po rezignaci Josefa Weselého jmenován ředitelem úsovské lesnické školy. Mezi lety 1858–66 působil na velkostatku Dobříš, kde dosáhl hodnosti lesmistra.

### Bělá pod Bezdězem
V roce 1866 nastoupil jako ředitel lesnické školy v Bělé pod Bezdězem, kde působil až do odchodu na odpočinek v roce 1894. Jako profesor zde v té době působil také Emanuel Purkyně. Od roku 1871 zastával Fiscali místo vrchního lesního rady Valdštejnského panství a získal zde tituly lesního a vrchního lesního rady. V Bělé se také zapojil do společenského života: působil v obecním i okresním zastupitelstvu a předsedal mj. Spolku pro zřízení opatrovny, za což byl jmenován čestným občanem města. Byl rovněž dobrodincem bělské klášterní školy.
Od roku 1886 pracoval jako poradce Zemědělské rady, byl členem Zoologicko-botanického spolku ve Vídni, členem a viceprezidentem Českého lesnického spolku.
Po odchodu do penze krátce spravoval lobkovické lesy na Mostecku, roku 1899 se přestěhoval do Děčína a roku 1905 do Chomutova.

### Rodinný život
V roce 1852 se oženil s Antonií Paukovou (dcerou svého učitele z praxe na Jindřichohradecku Františka Pauka), s níž vychoval dva syny a dvě dcery. Syn Hubert působící jako lesmistr u hraběte Thuna v Podmoklech zemřel 15. června 1905.

## Dílo
- Deutschlands Forstcultur-Pflanzen (1856, 1858)[5][7]
- Die schädlichen Forstinsekten (1857)
- Statistische Beschreibung der fürstlich Colloredo-Mannsfeld’schen Domains Dobřisch (1864)

## Ocenění
- Rytířský kříž Řádu Františka Josefa za kolekci bělské lesnické školy na světové výstavě ve Vídni roku 1873[4][8]
- Řád železné koruny III. třídy (1882)[4]
- Povýšení do rytířského stavu (1883)[4]
- Čestné občanství v Bělé pod Bezdězem[5][7] (1891)[4]
- Pomník v parku na náměstí v Bělé pod Bezdězem odhalený 1929[5][7]
- Pamětní deska v Lesnickém Slavíně u Adamova (1929)

## Galerie

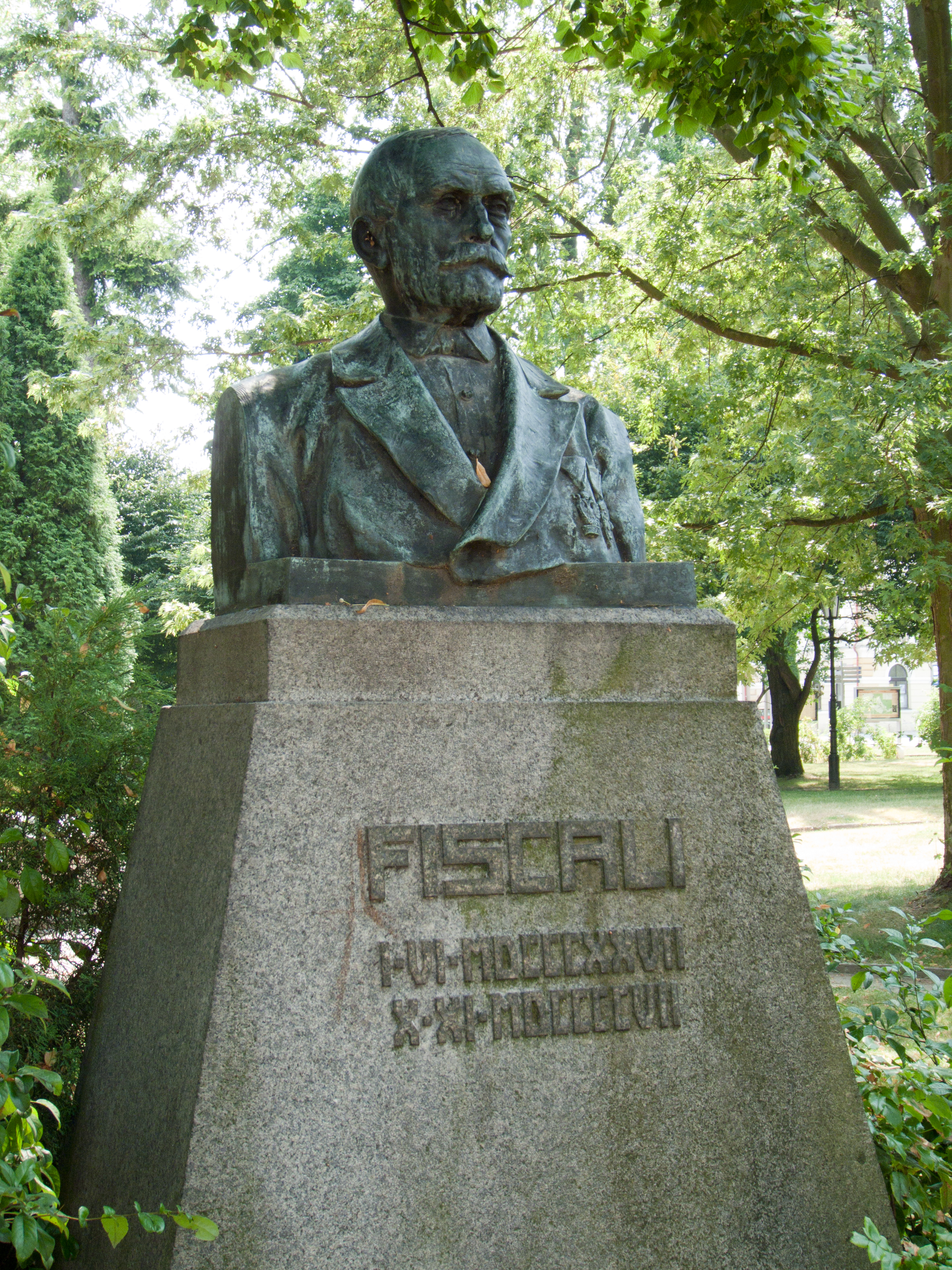
Pomník na Masarykově náměstí v Bělé pod Bezdězem z roku 1929
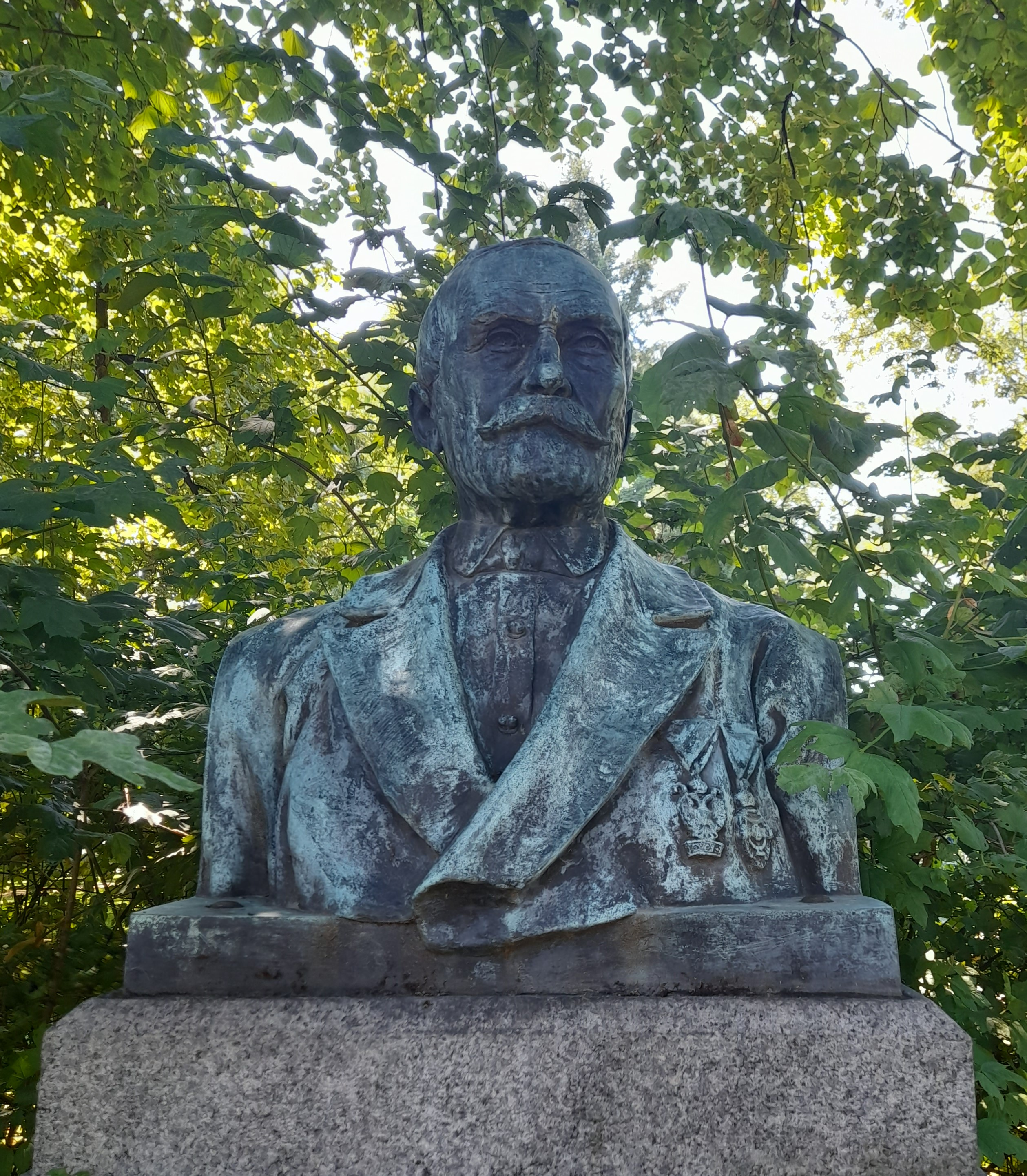
Detail busty
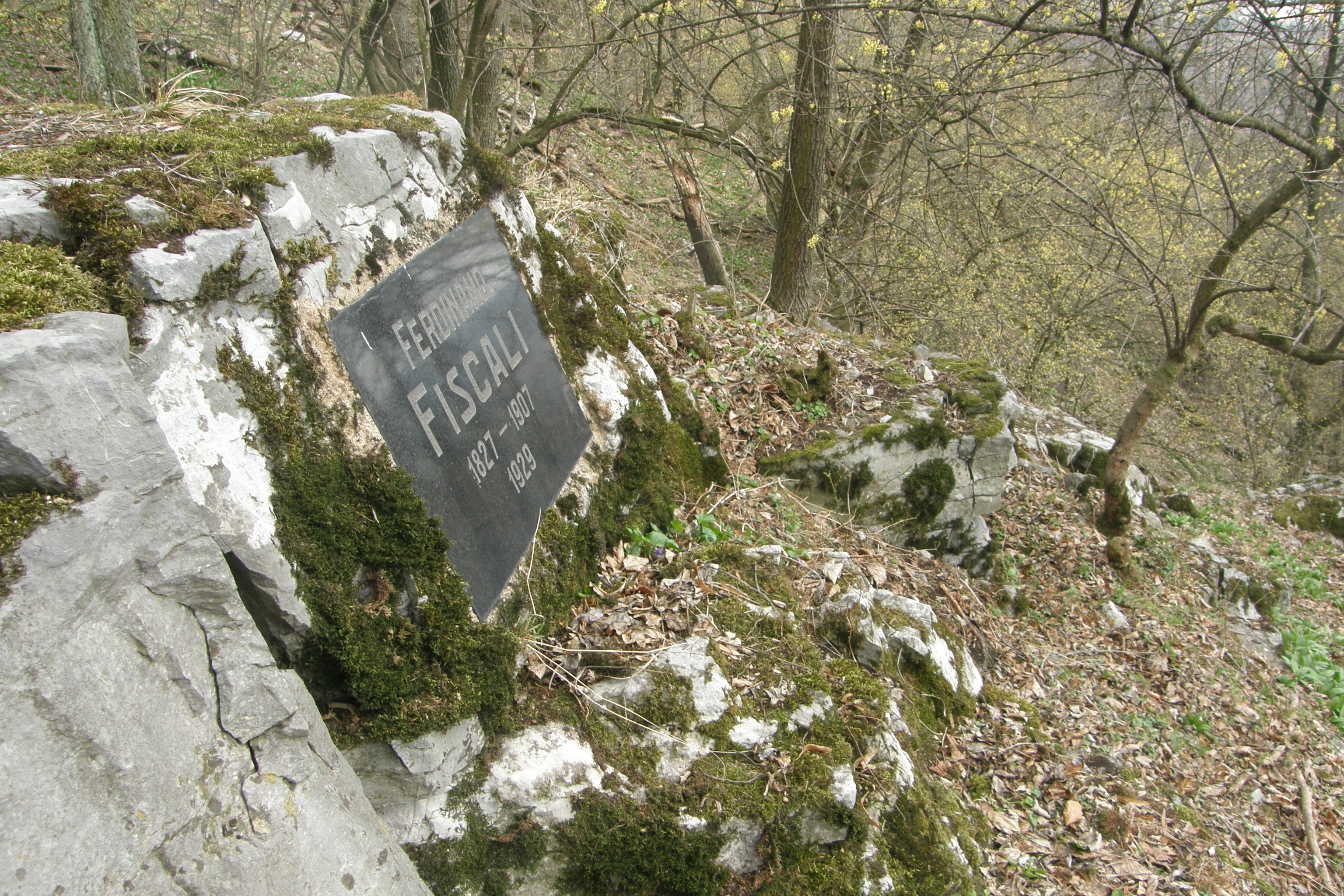
Deska v Lesnickém Slavíně